# Antinephele camerounensis
Antinephele camerounensis is een vlinder uit de familie pijlstaarten (Sphingidae). De wetenschappelijke naam van deze soort is voor het eerst geldig gepubliceerd in 1937 door Benjamin Preston Clark.
De soort komt voor in het Afrotropisch gebied.